# Feliciano Rivilla
Feliciano Muñoz Rivilla, conocido como Rivilla (Ávila, España, 21 de agosto de 1936-6 de noviembre de 2017), fue un futbolista español. Jugaba como lateral derecho y desarrolló la mayor parte de su carrera profesional en el Atlético de Madrid. Con la selección española fue campeón de Europa en 1964.

## Biografía
Los inicios de Rivilla como futbolista tuvieron lugar en su ciudad natal. Jugó desde muy joven en el Real Ávila. Tras un breve paso por el Real Murcia, en 1955 fue contratado por el Atlético de Madrid, que lo cedió seguidamente a la Agrupación Deportiva Plus Ultra —filial del Real Madrid Club de Fútbol— y al Rayo Vallecano, formándose así tres temporadas en Segunda División antes de incorporarse definitivamente, en 1958, a la disciplina rojiblanca.
Con Ferdinand Daučík como entrenador, debutó en Primera División el 21 de septiembre de 1958 en el campo de Mestalla, en un encuentro que el Atlético de Madrid perdió por 4-2 frente al Valencia Club de Fútbol.
Rivilla permaneció durante diez temporadas en el conjunto madrileño, con el que ganó una Liga y tres Copas del Generalísimo, así como el primero de los títulos internacionales del palmarés colchonero: la Recopa de Europa de 1962.
Tras su retirada como jugador después de diez temporadas en el Atlético de Madrid, el club le tributó un partido homenaje, disputado el 17 de septiembre de 1969 en el Estadio del Manzanares frente al equipo brasileño del Santos Futebol Clube, encabezado por su estrella Pelé.
Tras su retirada, se le concedió la Medalla de Plata al Mérito Deportivo y fue fundador y vicepresidente de la Asociación Española de Exjugadores Internacionales (AEFI). Uno de sus nietos, Álvaro Muñoz, es jugador profesional de baloncesto.
En 1961 ganó el premio "Patricio Arabolaza", al jugador con mayores "dotes de caballerosidad, furia y competitividad".

### Selección nacional
En 1959 Rivilla fue uno de los jugadores que disputaron el primer partido de la historia de la Selección española sub-21 en 1959.
Un año más tarde, en 1960, debutó con la Selección española, en el transcurso de una gira que ésta disputó por Sudamérica bajo la dirección de un Comité Seleccionador integrado por unto con Ramón Gabilondo, José Luis Lasplazas y José Luis Costa.
Su primer partido tuvo lugar en el Estadio Nacional del Perú el 10 de julio de 1960 y el último, en el Parque de los Príncipes de París el 10 de julio de 1965 con José Villalonga como técnico. En total disputó un total de veintiséis encuentros internacionales, participando en las fases finales del Mundial de Chile 1962 y la que supondría el primer título de la historia para la Selección: la Eurocopa de España 1964.
Jugó veintiséis partidos con España.
Participó en la Copa Mundial de Fútbol de Chile de 1962, disputando un partido contra Checoslovaquia, y fue convocado también para jugar la Copa Mundial de Fútbol de Inglaterra de 1966 aunque no disputó ningún partido.

## Estadísticas

### Clubes
Actualizado a fin de carrera deportiva. Resaltadas temporadas en calidad de cesión.
| Club               | Temporada     | Div.          | Liga  | Liga  | Copas | Copas | Internacional | Internacional | Total | Total |
| Club               | Temporada     | Div.          | Part. | Goles | Part. | Goles | Part.         | Goles         | Part. | Goles |
| ------------------ | ------------- | ------------- | ----- | ----- | ----- | ----- | ------------- | ------------- | ----- | ----- |
| Real Ávila C. F.   | 1952-53       | 3.ª           | ?     | ?     | –     | –     | –             | –             | –     | –     |
| Real Murcia C. F.  | 1953-54       | 2.ª           | 9     | –     | 2     | –     | –             | –             | 11    | 0     |
| Real Ávila C. F.   | 1954-55       | 3.ª           | ?     | ?     | –     | –     | –             | –             | –     | –     |
| A. D. Plus Ultra   | 1955-56       | 2.ª           | 24    | 14    | 2     | –     | –             | –             | 26    | 14    |
| Rayo Vallecano     | 1956-57       | 2.ª           | 37    | 8     | –     | –     | –             | –             | –     | –     |
| Rayo Vallecano     | 1957-58       | 2.ª           | 34    | 3     | –     | –     | –             | –             | –     | –     |
| Total club         | Total club    | Total club    | 71    | 11    | –     | –     | –             | –             | 71    | 11    |
| Atlético de Madrid | 1958-59       | 1.ª           | 21    | 1     | 3     | 1     | 7             | –             | 31    | 2     |
| Atlético de Madrid | 1959-60       | 1.ª           | 30    | –     | 9     | –     | –             | –             | 39    | 0     |
| Atlético de Madrid | 1960-61       | 1.ª           | 29    | –     | 10    | –     | –             | –             | 39    | 0     |
| Atlético de Madrid | 1961-62       | 1.ª           | 25    | –     | 1     | –     | 8             | –             | 34    | 0     |
| Atlético de Madrid | 1962-63       | 1.ª           | 21    | –     | 6     | 1     | 7             | –             | 34    | 1     |
| Atlético de Madrid | 1963-64       | 1.ª           | 29    | 1     | 10    | 1     | 4             | –             | 43    | 2     |
| Atlético de Madrid | 1964-65       | 1.ª           | 18    | –     | 8     | –     | 7             | –             | 33    | 0     |
| Atlético de Madrid | 1965-66       | 1.ª           | 24    | 1     | 5     | –     | 5             | –             | 34    | 1     |
| Atlético de Madrid | 1966-67       | 1.ª           | 28    | –     | 6     | –     | 5             | –             | 39    | 0     |
| Atlético de Madrid | 1967-68       | 1.ª           | 19    | 1     | 8     | –     | 3             | –             | 30    | 1     |
| Total club         | Total club    | Total club    | 244   | 4     | 66    | 3     | 46            | 0             | 356   | 7     |
| Total carrera      | Total carrera | Total carrera | 348   | 29    | 70    | 3     | 46            | 0             | 464   | 32    |

### Selecciones

#### Partidos internacionales
| Fecha      | Competición                           | Estadio                 | Ciudad                      | Encuentro         | Encuentro | Encuentro         |
| ---------- | ------------------------------------- | ----------------------- | --------------------------- | ----------------- | --------- | ----------------- |
| 10/07/1960 | Amistoso                              | Nacional                | Lima (Perú)                 | Perú              | 1:3       | España            |
| 14/07/1960 | Amistoso                              | Nacional                | Santiago (Chile)            | Chile             | 0:4       | España            |
| 17/07/1960 | Amistoso                              | Nacional                | Santiago (Chile)            | Chile             | 1:4       | España            |
| 24/07/1960 | Amistoso                              | Monumental              | Buenos Aires (Argentina)    | Argentina         | 2:0       | España            |
| 30/10/1960 | Amistoso                              | Praterstadion           | Viena (Austria)             | Austria           | 3:0       | España            |
| 02/04/1961 | Amistoso                              | Santiago Bernabéu       | Madrid                      | España            | 2:0       | Francia           |
| 11/06/1961 | Amistoso                              | Sánchez Pizjuán         | Sevilla                     | España            | 2:0       | Argentina         |
| 12/11/1961 | Clasificación Mundial Chile 1962      | Marcel Cerdan           | Casablanca (Marruecos)      | Marruecos         | 0:1       | España            |
| 23/11/1961 | Clasificación Mundial Chile 1962      | Santiago Bernabéu       | Madrid                      | España            | 3:2       | Marruecos         |
| 31/05/1962 | Mundial Chile 1962                    | Sausalito               | Viña del Mar (Chile)        | Checoslovaquia    | 1:0       | España            |
| 25/11/1962 | Clasificación Eurocopa 1964           | Nacional                | Bucarest (Rumania)          | Rumania           | 3:1       | España            |
| 02/12/1962 | Amistoso                              | Heysel                  | Bruselas (Bélgica)          | Bélgica           | 1:1       | España            |
| 09/01/1963 | Amistoso                              | Camp Nou                | Barcelona                   | España            | 0:0       | Francia           |
| 30/05/1963 | Clasificación Eurocopa España 1964    | San Mamés               | Bilbao                      | España            | 1:0       | Irlanda del Norte |
| 13/06/1963 | Amistoso                              | Santiago Bernabéu       | Madrid                      | España            | 2:6       | Escocia           |
| 30/10/1963 | Clasificación Eurocopa España 1964    | Windsor Park            | Belfast (Irlanda del Norte) | Irlanda del Norte | 0:1       | España            |
| 01/12/1963 | Amistoso                              | Mestalla                | Valencia                    | España            | 1:2       | Bélgica           |
| 11/03/1964 | Clasificación Eurocopa España 1964    | Sánchez Pizjuán         | Sevilla                     | España            | 5:1       | Irlanda           |
| 08/04/1964 | Clasificación Eurocopa España 1964    | Dalymount Park          | Dublín (Irlanda)            | Irlanda           | 0:2       | España            |
| 17/06/1964 | Eurocopa España 1964                  | Santiago Bernabéu       | Madrid                      | España            | 2:1       | Hungría           |
| 21/06/1964 | Eurocopa España 1964                  | Santiago Bernabéu       | Madrid                      | España            | 2:1       | Unión Soviética   |
| 15/11/1964 | Amistoso                              | Estádio das Antas       | Oporto (Portugal)           | Portugal          | 2:1       | España            |
| 05/05/1965 | Clasificación Mundial Inglaterra 1966 | Dalymount Park          | Dublín (Irlanda)            | Irlanda           | 1:0       | España            |
| 08/05/1965 | Amistoso                              | Hampden Park            | Glasgow (Escocia)           | Escocia           | 0:0       | España            |
| 27/10/1965 | Clasificación Mundial Inglaterra 1966 | Sánchez Pizjuán         | Sevilla                     | España            | 4:1       | Irlanda           |
| 10/11/1965 | Clasificación Mundial Inglaterra 1966 | Parque de los Príncipes | París (Francia)             | Irlanda           | 0:1       | España            |

## Palmarés

### Títulos nacionales
- 1 Liga: 1965/66 (Atlético de Madrid).
- 3 Copas:  1960, 1961 y 1965 (Atlético de Madrid).

### Títulos internacionales
- 1 Eurocopa: 1964 (Selección española)
- 1 Recopa de Europa: 1962 (Atlético de Madrid)